# Thomas Limpinsel
Thomas Limpinsel né en 1965 est un acteur allemand. 

## Biographie

### Filmographie
- 1994 : Unser Lehrer Doktor Specht (série télévisée)
- 1995 : Der Trip
- 1997 : Sketchup (série télévisée)
- 1999 : Hotel Elfie
- 2002 : Le fou et sa femme ce soir dans Pancomédia (Der Narr und seine Frau heute Abend in Pancomedia) (TV)
- 2002 : Un conte de Noël (Santa Claudia) (TV)
- 2002 : Les Allumeuses (Schulmädchen) (série télévisée)
- 2004 : La Chute (Der Untergang)
- 2004 : Aus der Tiefe des Raumes – Mitten ins Netz!
- 2004 : Schulmädchen (série télévisée)
- 2004-2008 : Um Himmels Willen (série télévisée)
- 2006 : Shoppen
- 2006 : Stolberg (Kommissar Stolberg) : "Todsicher" (TV)
- 2007 : Ma mère, ce héros (Die Masche mit der Liebe) (TV)
- 2008 : Der Kaiser von Schexing
- 2008 : Clara (Geliebte Clara) (voix)
- 2008 : Une divine idylle (Himmlischer Besuch für Lisa) (TV)
- 2009 : Tod aus der Tiefe
- 2010 : Hinter blinden Fenstern
- 2010 : Fondu au noir (Satte Farben vor Schwarz)
- 2011 : Die Dienstagsfrauen
- 2011 : La Tentation d'aimer (Kann denn Liebe Sünde sein?) (TV)
- 2012 : Rommel, le stratège du 3ème Reich (Rommel) (TV)